# Thalassomya quadripes
Thalassomya quadripes är en tvåvingeart som först beskrevs av Domenico Viviani 1805.  Thalassomya quadripes ingår i släktet Thalassomya och familjen fjädermyggor.
Artens utbredningsområde är Italien. Inga underarter finns listade i Catalogue of Life.